# Serbia e Montenegro all'Eurovision Young Musicians
La Serbia e Montenegro ha debuttato come stato indipendente all'Eurovision Young Musicians 2006, svoltosi a Vienna, in Austria.
A seguito del referendum sull'indipendenza del Montenegro, dal 2007 Serbia e Montenegro hanno ottenuto la possibilità di partecipare alla manifestazione come due stati separati. La prima ha infatti debuttato nel 2008, mentre il Montenegro non ha mai espresso il desiderio di partecipare alla competizione.

## Partecipazioni
- Primo posto
- Secondo posto
- Terzo posto

| Anno                    | Artista         | Strumento  | Canzone | Posizione       | Posizione       |
| Anno                    | Artista         | Strumento  | Canzone | Finale          | Semifinale      |
| ----------------------- | --------------- | ---------- | ------- | --------------- | --------------- |
| 2006                    | Marija Godjevac | Pianoforte | N.A.    | Non qualificata | Non qualificata |
| Paese non più esistente |                 |            |         |                 |                 |